# Adis Alem
Adis Alem (amharsko Novi svet, tudi Edžeri) je mesto v Etiopiji zahodno od Adis Abebe. Ustanovil ga je neguš negasti Menelik II. v 90. letih 19. stoletja kot novo prestolnico Etiopije. Zaradi nasprotovanja diplomatov in plemstva se je Menelik II. vdal in opustil nadaljnjo gradnjo že v zgodnji fazi, tako da je prestolnica ostala Adis Abeba. Prvo asfaltirano cesto v Etiopiji so zgradili leta 1903 med prestolnico in Adis Alemom. Adis Alem ima po ocenjenih podatkih iz leta 2005 13.423 prebivalcev. Po državnem štetju iz leta 1994 je bilo tedaj število prebivalcev 7500.
Mesto je znano po baziliki Bieta Marjam (Marijina cerkev) in muzeju.